# Odontelia
Odontelia é um gênero de traça pertencente à família Arctiidae.